# Flugplatz Daugavpils

i8
i11
i13
Der Flughafen Daugavpils (IATA-Code: DGP, ICAO-Code: EVDA) ist ein momentan für den regulären Flugbetrieb geschlossener Flughafen in der lettischen Stadt Daugavpils (Dünaburg). 

## Geografie
Der Flughafen befindet sich 12 Kilometer nordöstlich der Stadt und ist seit dem Abzug der Roten Armee im Jahr 1993 verlassen. Er liegt etwa 100 Kilometer von der russischen und 25 Kilometer von der belarussischen Grenze entfernt auf einer Höhe von 400 m.

## Geschichte
Der Flugplatz Daugavpils wurde für militärische Zwecke gebaut und diente als Basis des 372. Jagdbombenfliegerregiments der Luftstreitkräfte der Sowjetunion. Zum Ende der Sowjetunion waren hier 49 MiG-27 and 12 MiG-23 stationiert.
Im Jahr 1993 wurde das Regiment nach Russland abgezogen und der Flugplatz privatisiert. 
Im Jahr 2005 gründete die Stadt Daugavpils „Daugavpils lidosta“ SIA, um den Betrieb des Flugplatzes wieder aufzunehmen. Es wurde zusätzliches Land erworben und man versuchte, bislang ohne Erfolg, Investoren anzulocken. 
Im Jahr 2007 wurde die Hauptrollbahn auf einer Länge von tausend Metern erneuert.  

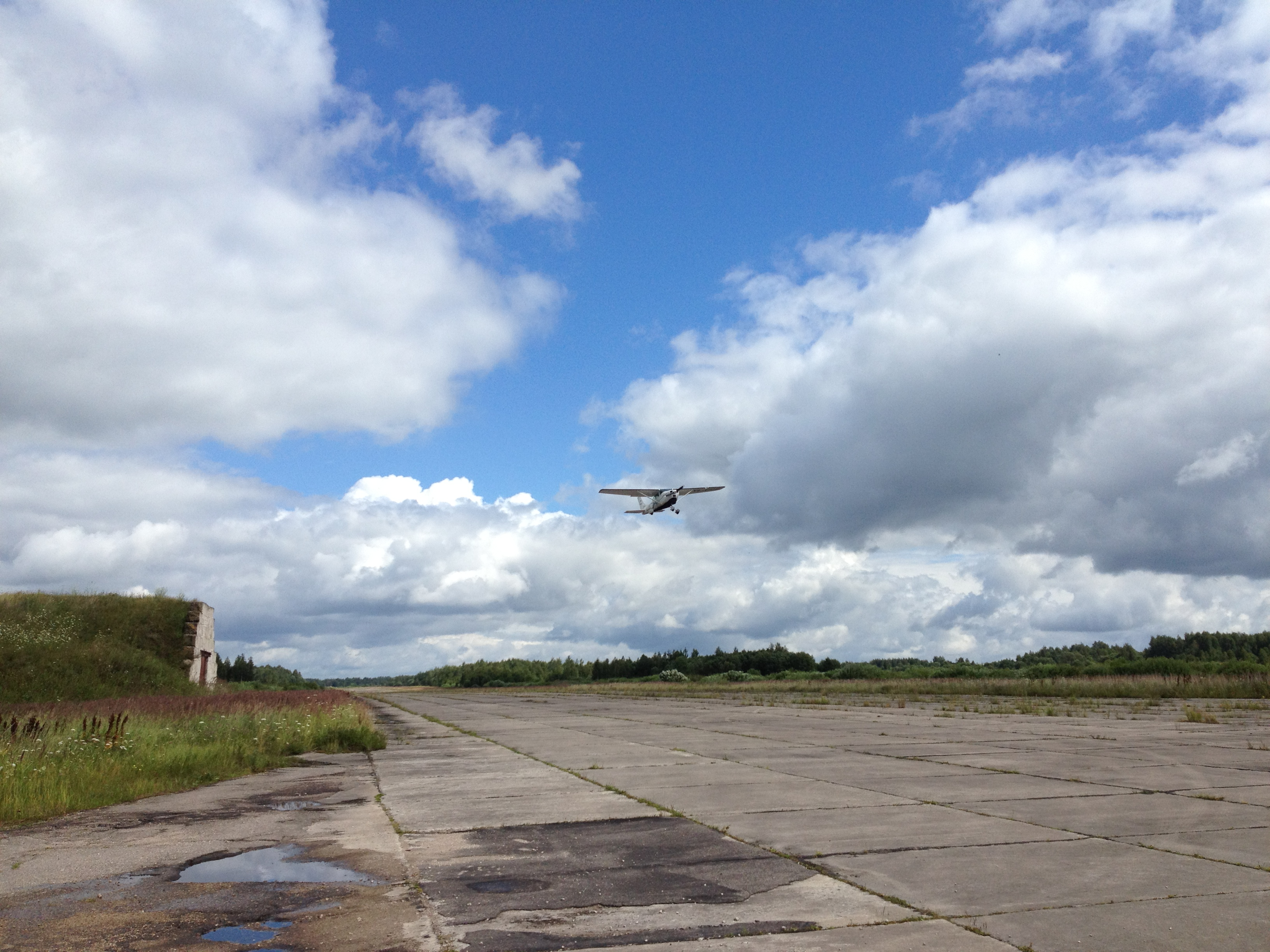
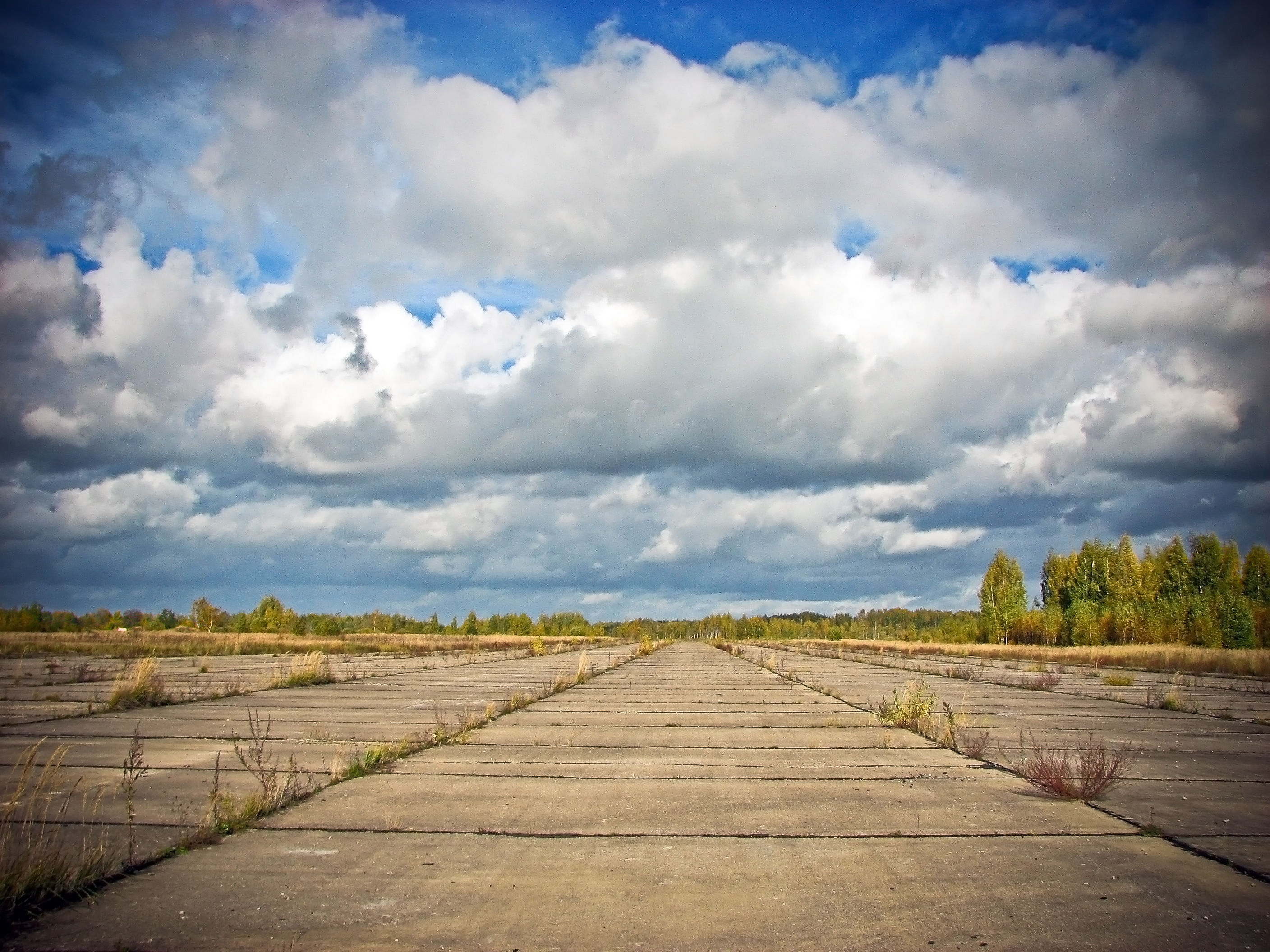
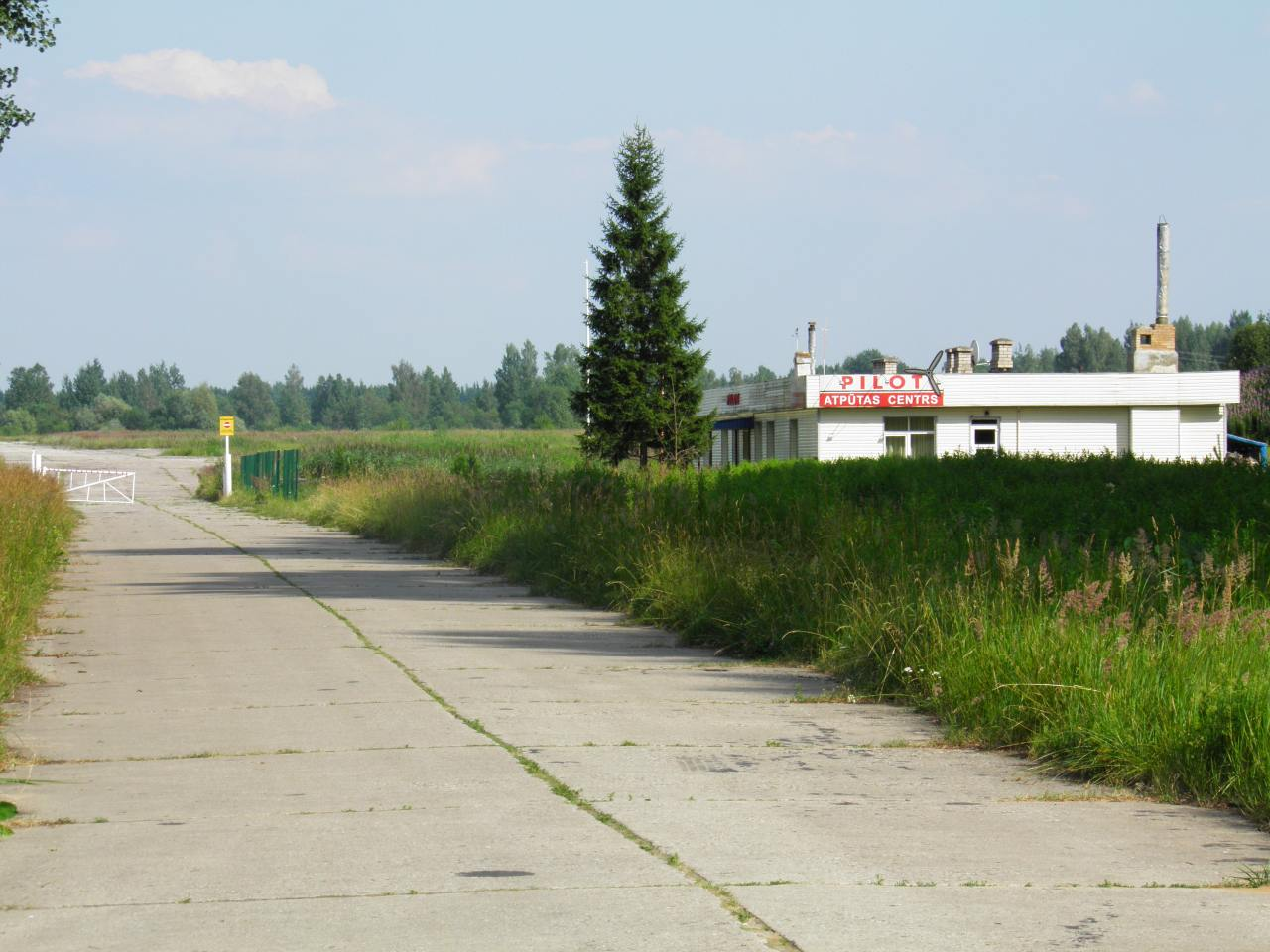
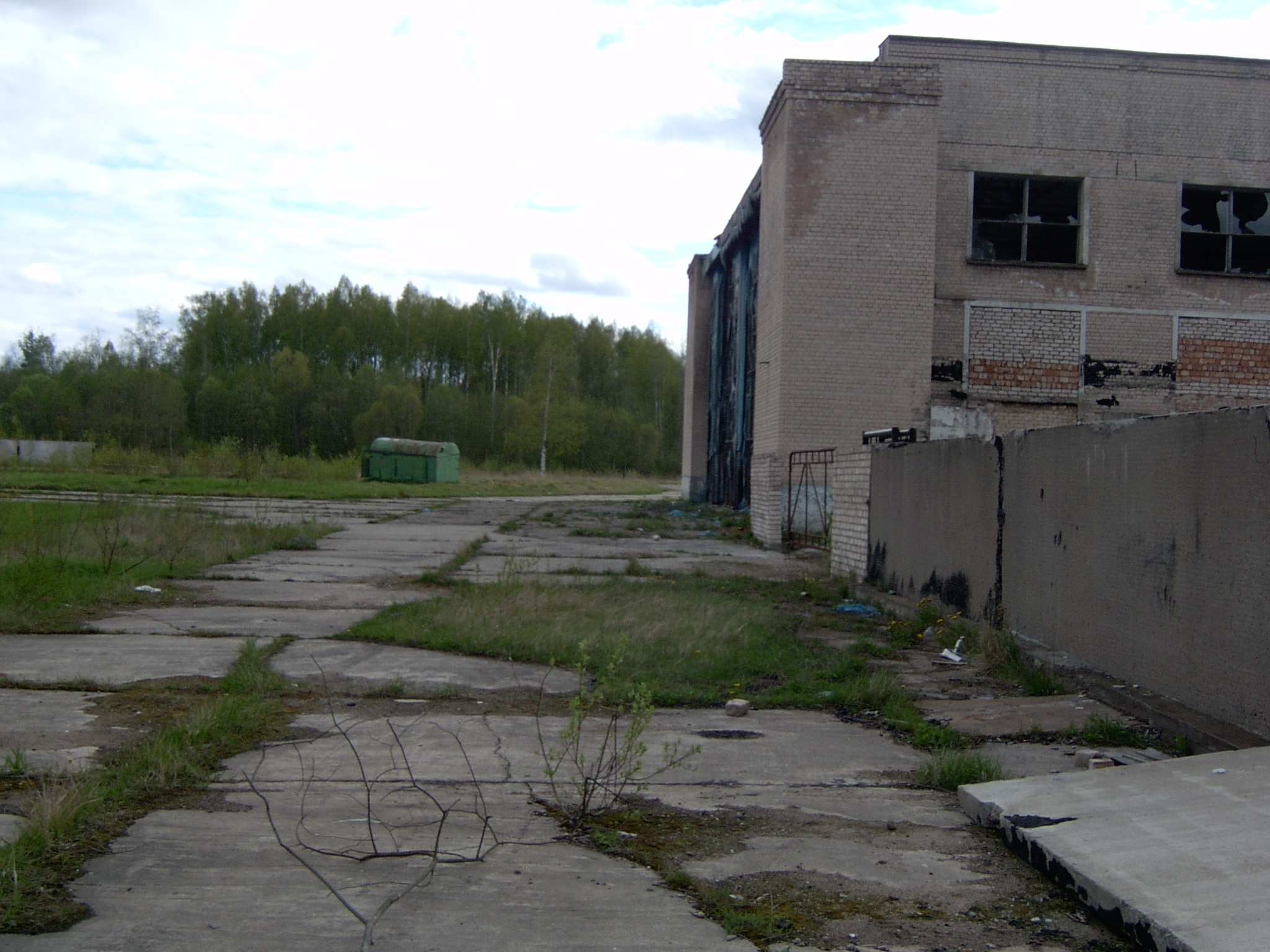
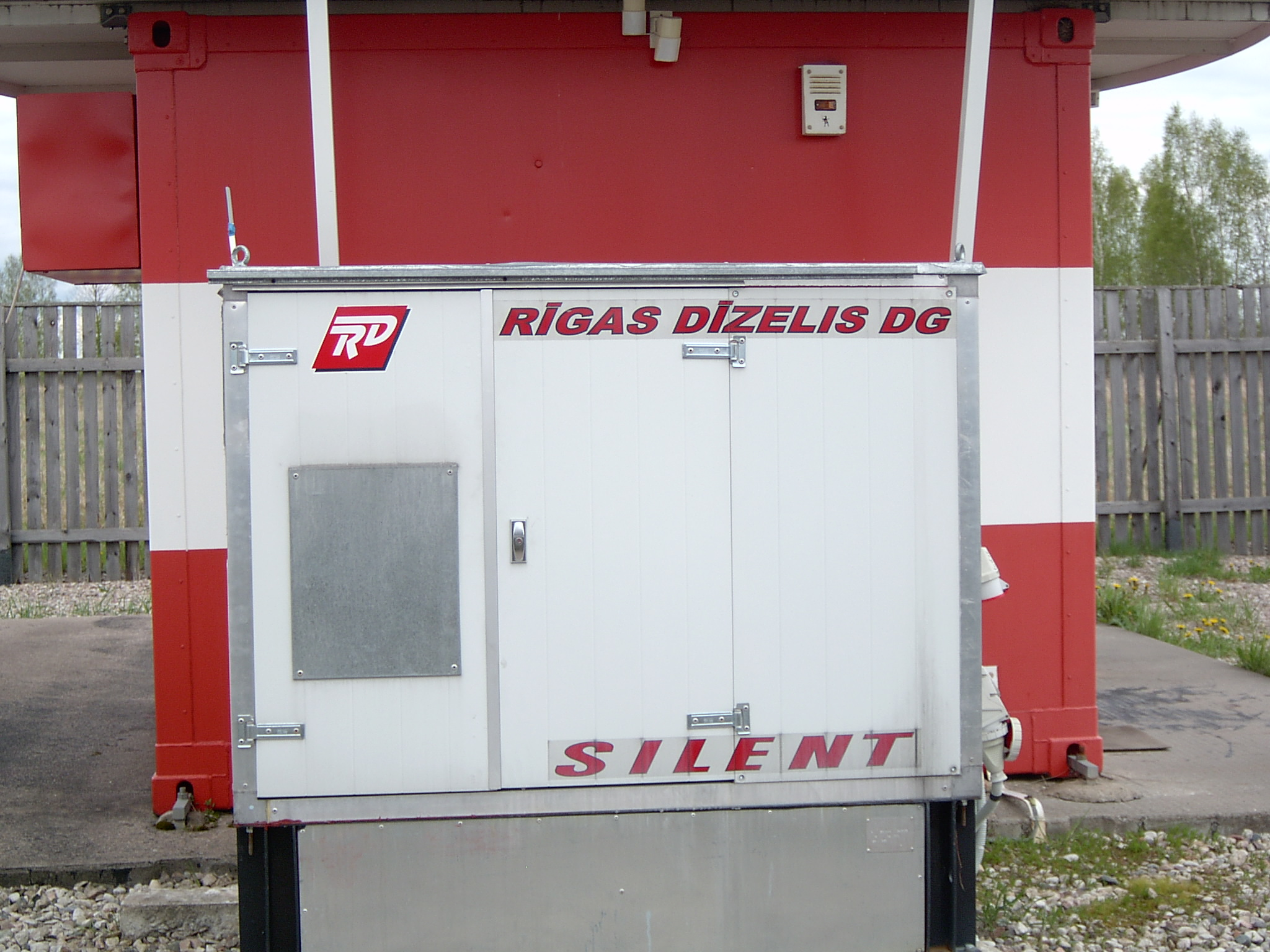